# Nano Letters
Nano Letters (skrót: Nano Lett) – amerykańskie czasopismo naukowe specjalizujące się w publikowaniu wyników badań z zakresu teorii i praktyki nanonauki i nanotechnologii. Miesięcznik ukazuje się od 2001 roku pod egidą American Chemical Society.
W czasopiśmie publikowane są wstępne, eksperymentalne i teoretyczne wyniki dotyczące zjawisk fizycznych, chemicznych i biologicznych w zakresie nanoskali (w tym także nanoprocesy i zastosowania nanostruktur). W obszarze zainteresowań tytułu znajdują się takie zagadnienia jak: 
- synteza i przetwarzanie organicznych, nieorganicznych i hybrydowych nanocząsteczek metodami fizycznymi, chemicznymi i biologicznymi,
- modelowanie i symulacja procesów syntetycznych, montażowych i interakcyjnych,
- charakterystyka właściwości zależnych od wielkości,
- wykonanie i zastosowania nowych nanostruktur i nanourządzeń.

Specyfiką tytułu jest m.in. szybkie komunikowanie wstępnych, istotnych wyników badań (stąd możliwość publikacji online w trybie pilnym, czyli ASAP, As Soon As Publishable). 
Pismo ma współczynnik wpływu impact factor (IF) wynoszący 12,080 (2017) oraz wskaźnik Hirscha równy 403 (2017). W międzynarodowym rankingu SCImago Journal Rank (SJR) mierzącym znaczenie i prestiż poszczególnych czasopism naukowych „Nano Letters" zostało w 2017 roku sklasyfikowane na:
- 3. miejscu wśród czasopism z zakresu nanonauki i nanotechnologii[5]
- 4. miejscu wśród czasopism z zakresu bioinżynierii[6]
- 4. miejscu wśród czasopism z zakresu inżynierii mechanicznej[7]
- 6. miejscu wśród czasopism z zakresu fizyki ciała stałego[8]
- 7. miejscu wśród czasopism z zakresu chemii[9]
- 8. miejscu wśród czasopism z zakresu badań materiałowych[10]

Artykuły publikowane w tym czasopiśmie są indeksowane w CAS, Scopusie, EBSCOhost, Bibliotece Brytyjskiej, PubMed oraz w Web of Science. W polskich wykazach czasopism punktowanych przez Ministerstwo Nauki i Szkolnictwa Wyższego publikacja w tym czasopiśmie otrzymywała 45 punktów (lata 2013-2016).
Redaktorami naczelnymi czasopisma są Paul Alivisatos (Uniwersytet Kalifornijski w Berkeley, Department of Chemistry) oraz Charles M. Lieber (Uniwersytet Harvarda, Department of Chemistry and Chemical Biology). 